# Габсбург (замок)
Габсбург (нім. Habsburg, «замок Габс») — замок у Швейцарії, в кантоні Ааргау, громаді Габсбург. Родинне гніздо і перша резиденція Габсбурзького дому (1027—1220). Центр Габсбурзького графства Священної Римської імперії. Збудований  у 1020—1030 роках графом Радботом, родоначальником Габсбургів. Походження назви достеменно невідоме: за легендою назвався «Яструбиним замком» (нім. Habichtsburg, Габіхтсбург) на згадку про яструба, що сів на його новозбудовані стіни. За гіпотезами мовознавців назва походить від верхньонімецького hab — «брід», через розташування біля переправи на річці Ааре. З 1220 року керувався адміністраторами Габсбургів. 1415 року захоплений Швейцарською Конфедерацією. Новітня назва — Габсбурзський замок (нім. Schloss Habsburg).

## Назва
- Габсбург (Habsburg) — сучасна назва.
- Габесбур (Habesbur) — середньовічна назва, що згадується у документах 1027 року.
- Габебурх (Habeburch) — середньовічна назва, що згадується у документах 1027 року.
- Гауесборк (Hauesborc) — середньовічна назва, що згадується у документах 1114 року.
- Габіхтсбург (Habichtsburg, «Яструбиний замок») — легендарна назва.

## Історія
Перша згадка про замок датується 1027 роком. Його збудували за наказом графа Радбота, родоначальника Габсбурзького дому. 
За легендою замок (Habichtsburg) отримав назву від яструба (Habicht), що сидів на його стінах. За іншими версіями назва походить від верхньонімецького слова «брід» (hab / hap), через розташування біля броду на річці Ааре. 
До 1220 року Габсбург був родинним гніздом Габсбурзького дому. Згодом вони передали адміністрування ним своїм васалам.
1415 року замком і поселенням заволоділа Швейцарська Конфедерація, яка вигнала Габсбургів з кантону Ааргау.